# The New Mutants
The New Mutants is een Amerikaanse horrorsuperheldenfilm uit 2020 gebaseerd op de gelijknamige comic van Marvel Comics. De film is geregisseerd en geschreven door Josh Boone. Maisie Williams, Anya Taylor-Joy, Charlie Heaton, Alice Braga, Blu Hunt en Henry Zaga vertolken de hoofdrollen in de film.

## Verhaal
Vijf jonge mutanten ontdekken dat zij over verschillende superkrachten bezitten. Zij worden enkel opgesloten in een geheime inrichting en moeten samen hun krachten bundelen om te kunnen ontsnappen.

## Rolverdeling
| Acteur          | Personage                  |
| --------------- | -------------------------- |
| Maisie Williams | Rahne Sinclair / Wolfsbane |
| Anya Taylor-Joy | Illyana Rasputin / Magik   |
| Charlie Heaton  | Sam Guthrie / Cannonball   |
| Alice Braga     | Cecilia Reyes              |
| Blu Hunt        | Danielle Moonstar / Mirage |
| Henry Zaga      | Roberto da Costa / Sunspot |

## Productie
In 2014 creëerde Josh Boone samen met zijn jeugdvriend Knate Lee een strip wat losjes elementen bevatten van New Mutants. Met zijn strip overtuigden zij producent Simon Kinberg om het verhaal te verfilmen. Een jaar later raakte bekend dat er een deal was gesloten voor een verfilming met Boone die de regierol op zich nam.
In maart 2016 werd bekendgemaakt dat de film anders zou worden dan de bestaande X-Men-films. Volgens Boone wordt de focus gelegd op de jongvolwassenen. Daarnaast toonden Maisie Williams en Anya Taylor-Joy interesse in het project.

### Casting
In april 2017 ging de pre-productie in Boston van start. Er werd onder meer gezocht naar een geschikte locatie die als een gesloten inrichting moest dienen. De Medfield State Hospital, de locatie die ook al eerder te zien was in de film Shutter Island werd uiteindelijk gekozen als filmlocatie. Tegelijkertijd werd ook een releasedatum voor de film vastgesteld op 13 april 2018. Een paar weken later raakte ook bekend dat Williams en Taylor-Joy waren toegevoegd aan het project.
Eind mei werden Charlie Heaton, Henry Zaga en Rosario Dawson gecast. Ook benadrukte Boone dat de film diverse horror-elementen zou bevatten en er geen gebruik gemaakt zou worden van superhelden-kostuums en vijanden. In juni werd Blu Hunt toegevoegd aan het project en verliet Dawson de productie. Zij werd uiteindelijk vervangen door Alice Braga.

### Opnames
De opnames gingen op 10 juli 2017 van start onder de werktitel Growing Pains en eindigden op 16 september 2017. De film is grotendeels opgenomen in het Medfield State Hospital in Boston. Volgens Boone is er slechts 10% gebruikgemaakt van een green screen.

### Release
De Amerikaanse bioscooprelease werd oorspronkelijk aangekondigd voor 13 april 2018. Echter werd de releasedatum tot driemaal toe verschoven. De release stond nu gepland op 3 april 2020, maar is door de uitbraak van het coronavirus uitgesteld naar eind augustus 2020.